# Austrijska dvorska kancelarija
Austrijska dvorska kancelarija bila je pravna institucija koju je godine 1620. osnovao rimsko-njemački car i hrvatsko-ugarski kralj Ferdinand II. Godine 1654. postala je organ koji je odlučivao te dobila kolegijalnu organizaciju.
U njezin djelokrug ušli su zadaci iz područja vanjskih, unutrašnjih, pa i vojnih poslova. Za 
područje austrijskih zemalja ona je postala vrhovni sudski i upravni organ, koji je konkurirao u sudskim poslovima Tajnom vijeću, a u vojnima Tajnoj konferenciji. Austrijska dvorska kancelarija bila je u oblasti vanjskih poslova organizirana u njemački i latinski odjel. Njemački odjel rješavao je predmete koji su se odnosili na Sveto Rimsko Carstvo, a latinski predmete ostalih zemalja kojima su vladali Habsburgovci. Godine 1720. na čelo kancelarije došla su dvojica predstojnika od kojih je jedan bio nadležan za dinastičke poslove Habsburgovaca i vanjske poslove, a drugi za unutrašnje poslove i pravosuđe.